# William Henry Aspinwall
William Henry Aspinwall (16 de dezembro de 1807 - 18 de janeiro de 1875) foi um proeminente empresário norte-americano que era sócio da empresa mercantil Howland & Aspinwall e foi co-fundador da Pacific Mail Steamship Company e do Panama Canal Railway companhias que revolucionaram o transporte de mercadorias e pessoas para a costa ocidental dos Estados Unidos.
Aspinwall era descendente e relacionado a muitas famílias americanas proeminentes, incluindo os Roosevelts, Howlands e Aspinwalls, que estavam fortemente envolvidos nos negócios e na política do comércio mercantil, exercendo vasto poder e garantindo riqueza por gerações.